# روکو سیفردی
روکو سیفردی (با نام کامل روکو آنتونیو تانو؛ زاده ۴ مه ۱۹۶۴ در اورتونا ) یک بازیگر، کارگردان و تهیه‌کننده ایتالیایی در صنعت فیلم‌های پورنوگرافی است. او که با لقب "اسب ایتالیایی" شناخته می‌شود، از سال ۱۹۸۶ در بیش از ۱۳۰۰ فیلم پورنوگرافی نقش‌آفرینی کرده است.
سیفردی به خاطر سبک خشن خود در این نوع فیلم‌ها معروف است؛ صحنه‌هایی که اغلب شامل سکس مقعدی، تف کردن، سیلی زدن و خفه کردن هستند. او همچنین به خاطر همکاری با استودیو پورنوگرافی Evil Angel و تولیدات شخصی‌اش شناخته می‌شود.
مستندی دربارهٔ زندگی او به نام روکو ساخته شده‌است.
همچنین یک مجموعه تلویزیونی درام زندگینامه‌ای  که بر اساس زندگی او، بنام سوپر سکس ساخته شده است. این مینی‌سریال در ششم مارس ۲۰۲۴ در نتفلیکس منتشر شد.

## حرفه پورنوگرافی
روکو سیفردی نخستین بار در نوجوانی با دیدن یک مجله پورنوگرافی به فکر ورود به این صنعت افتاد. او در اوایل دهه بیست زندگی‌اش به پاریس نقل مکان کرد و در کلاب های مختلف جنسی حضور یافت، جایی که توسط بازیگر و کارگردان پورنو فرانسوی، گابریل پونتلو، کشف شد و او را به سایر تهیه‌کنندگان معرفی کرد. سیفردی نخستین تجربه حرفه‌ای خود در صنعت پورنوگرافی را در فیلم Sodopunition pour dépravées sexuelles در سال ۱۹۸۶ داشت. نام هنری خود را از شخصیت روچ سیفردی که توسط آلن دلون در فیلم گانگستری بورسالینو بازی شده بود، الهام گرفت.
سیفردی در اواخر دهه ۱۹۸۰ برای مدت کوتاهی از دنیای پورنو فاصله گرفت و به عنوان مدل مد فعالیت کرد، اما با کمک بازیگر پورنو، ترزا اورلوسکی، به این صنعت بازگشت. او در هر دو سبک پورنوگرافی روایتی و "گانزو" فعالیت کرد، با صحنه‌هایی از سکس معمولی تا شدید. اجراهای او که شامل سکس مقعدی، مقعدلیسی، سکس خشن و شدت روانی بالا بود، او را به یک شخصیت پرآوازه و دارای طرفداران زیاد تبدیل کرد.
همکاری سیفردی با استودیوی Evil Angel به رهبری جان استگلیانو و تولیدات خودش در بوداپست با نام Rocco Siffredi Produzioni، باعث شد که او به یکی از تاثیرگذارترین و شناخته‌شده‌ترین چهره‌های پورنوگرافی تبدیل شود. استگلیانو در سال ۲۰۰۱ اظهار داشت: "روکو در این صنعت قدرتی بسیار بیشتر از هر بازیگر زنی دارد." سیفردی همیشه استگلیانو را به عنوان مربی‌اش در طول ۳۰ سال فعالیت حرفه‌ای خود معرفی کرده است. بازیگر بابی استار نیز درباره سیفردی گفته: "هر دختری که با او کار کرده، می‌گوید کارهایی را با او انجام داده که هرگز با هیچ کس دیگری انجام نمی‌داد." سیفردی درباره شریکان زن خود گفته است: "من می‌خواهم احساسات ببینم... ترس... هیجان... چشمانی که از تعجب بالا می‌روند."

## زندگی شخصی

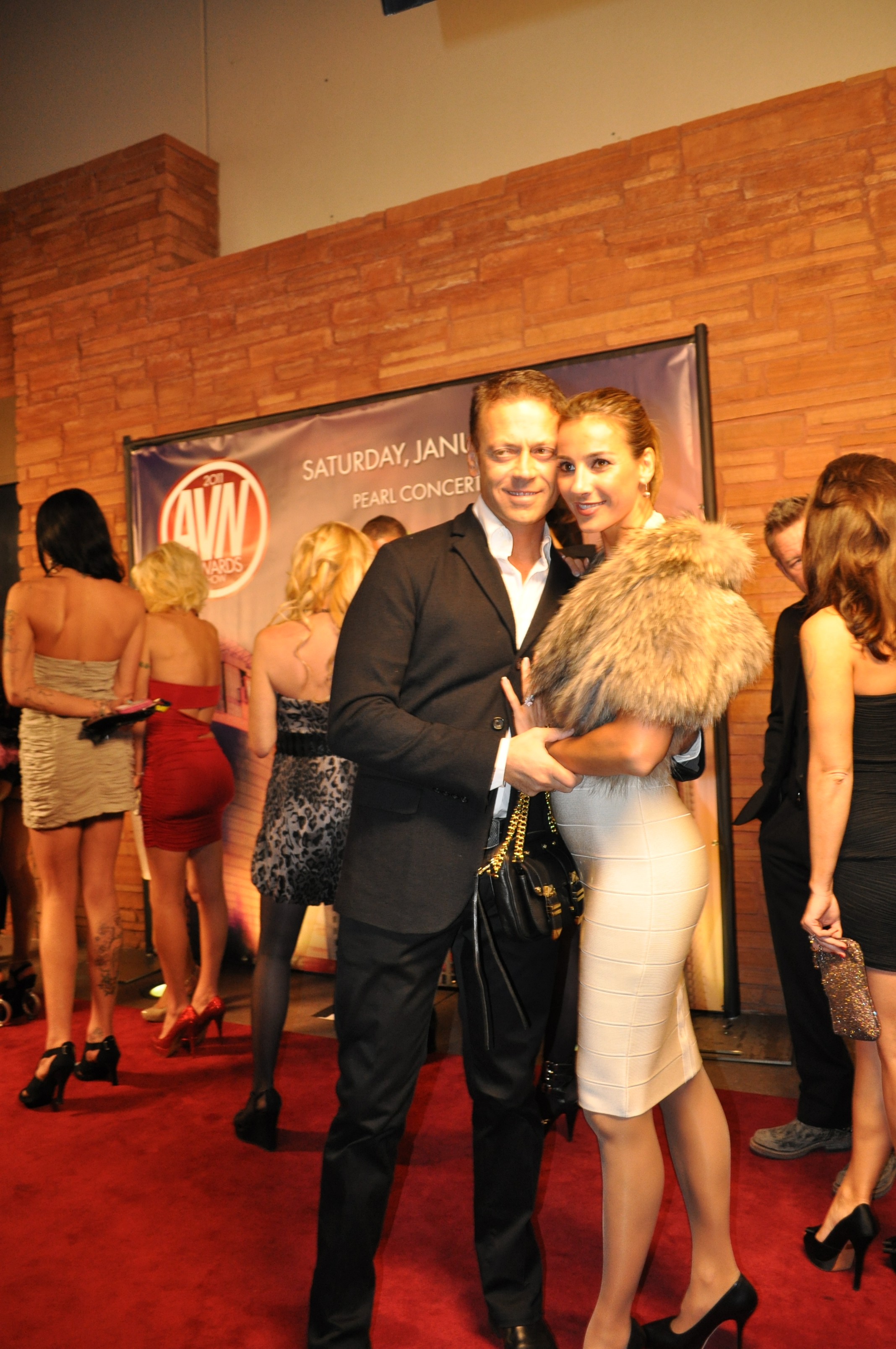
سیفردی و همسرش در مراسم جوایز ای وی ان - ژانویه 2011

روکو سیفردی با روزا کاراچیولو (با نام اصلی روزا تاسی)، یک مدل مجارستانی که در سال ۱۹۹۳ در کن با او آشنا شد، ازدواج کرده است. آنها دو سال بعد در فیلم Tarzan X: Shame of Jane با هم بازی کردند. این زوج دو پسر به نام‌های لورنزو و لئوناردو دارند.
سیفردی پس از بازنشستگی اولیه‌اش در سال ۲۰۰۴ با اعتیاد به سکس مواجه شد و گاهی برای چند روز ناپدید می‌شد تا با افراد مختلف از جمله زنان ترنس، سالمندان و مردان رابطه جنسی داشته باشد. در سال ۲۰۰۹، زمانی که تصمیم گرفت به بازیگری در فیلم‌های پورنو بازگردد، با همسرش صحبت کرد و او گفت: «این مشکل توست، نه من و پسرها. تو تصمیم گرفتی که کناره‌گیری کنی، ما هرگز این را از تو نخواستیم. پس اگر می‌خواهی برگردی، فقط برگرد.»
با این حال، پس از سال‌ها فعالیت شدید و دوری زیاد از خانه در ایتالیا، سیفردی در سال ۲۰۱۵ برای حفظ ازدواجش دوباره اعلام بازنشستگی کرد. او در بیانیه‌ای گفت: «امروز می‌فهمم که همسرم اولویت اصلی من است. او سزاوار این است که از روز اول می‌خواست، یعنی فقط با من باشد و مرا با دیگر دخترها شریک نشود.» روزا نیز در مصاحبه‌ای گفت: «من او را به‌خوبی می‌شناسم و به خاطر آنچه که هست او را دوست دارم. باید ببینیم نسخه جدید او چگونه خواهد بود.»
در سال ۲۰۱۵، سیفردی در برنامه تلویزیونی واقع‌نما L'isola dei famosi درباره زندگی شخصی خود صحبت کرد. او به اعتیادش به سکس اشاره کرد و آن را ناشی از «نوعی شیطان در درونش» توصیف کرد که گاهی او را از عقل سلیم خارج می‌کند. او همچنین درباره درخواست از خدا برای مداخله و کمک به او از طریق روح مادرش، که همیشه عکس او را همراه دارد، صحبت کرد. سیفردی خودش را «یک باورمند به خدا» می‌داند.